# Tajlandia na Mistrzostwach Świata w Lekkoatletyce 2015
Tajlandia na Mistrzostwach Świata w Lekkoatletyce 2015 – reprezentacja Tajlandii podczas Mistrzostw Świata w Pekinie liczyła 2 zawodników, którzy nie zdobyli medali.

## Występy reprezentantów Tajlandii

### Mężczyźni

#### Konkurencje biegowe
| Konkurencja                | Zawodnik            | Runda 1  | Runda 1 | Półfinał | Półfinał | Finał    | Finał   |
| Konkurencja                | Zawodnik            | Rezultat | Pozycja | Rezultat | Pozycja  | Rezultat | Pozycja |
| -------------------------- | ------------------- | -------- | ------- | -------- | -------- | -------- | ------- |
| Bieg na 110 m przez płotki | Lac Jamras Rittidet | 14,00    | 35.     | NQ       | NQ       | NQ       | NQ      |

### Kobiety

#### Konkurencje techniczne
| Konkurencja  | Zawodniczka      | Eliminacje | Eliminacje | Finał    | Finał   |
| Konkurencja  | Zawodniczka      | Rezultat   | Pozycja    | Rezultat | Pozycja |
| ------------ | ---------------- | ---------- | ---------- | -------- | ------- |
| Rzut dyskiem | Subenrat Insaeng | 55,14 m    | 29.        | NQ       | NQ      |